# Lebensreform in der Schweiz
Die verschiedenen Praktiken und Teilbewegungen der Lebensreform breiteten sich in der Schweiz ab der Mitte des 19. Jahrhunderts aus. Wichtige Vordenker der Naturheilkunde und des Vegetarismus, wie Theodor Hahn, Arnold Rikli und Max Bircher-Benner, waren in der Schweiz tätig. Grenzüberschreitende Bekanntheit erlangten auch Naturheilanstalten wie der Monte Verità in Ascona und die Lebendige Kraft auf dem Zürichberg. Auguste Forel und Gustav von Bunge lieferten wissenschaftliche Argumente für die Ernährungsreform und Alkoholabstinenz, verknüpften die Lebensreform jedoch auch mit der Eugenik. In der Zwischenkriegszeit des 20. Jahrhunderts gab es in der Schweiz bereits zahlreiche Reformhäuser, vegetarische und abstinente Restaurants, Licht- und Luftbäder, Landerziehungsheime und Naturheilanstalten. Durch Lebensreformer wie Ernst Schneider, Fritz Schwarz und Werner Zimmermann entwickelte sich die Schweiz zu einem Dreh- und Angelpunkt der international vernetzten Lebensreformbewegung. Weil die Schweizer Lebensreformbewegung die Zeit des Zweiten Weltkrieges weitgehend unbeschadet überstand, spielte sie nach 1945 eine wichtige Rolle beim Wiederaufbau und bei der Neuvernetzung der Lebensreformbewegung in Europa.

## Einzelne Praktiken und Teilbewegungen

### Naturheilbewegung
Die Schweiz war seit dem Mittelalter bekannt für Kurbäder wie Pfäfers, Baden oder Gurnigel. Jedoch stagnierte dieser Bädertourismus im 18. Jahrhundert.
Mit dem Aufkommen der Naturheilbewegung im 19. Jahrhundert breiteten sich neue Kuranstalten für Wasserbehandlungen in der Schweiz aus. Nach dem Vorbild der Prießnitz’schen Kaltwasser-Heilanstalt in Gräfenberg eröffnete der Winterthurer Arzt Wilhelm Brunner 1839 in Albisbrunn die erste Wasserheilanstalt der Schweiz. Unter anderem hielt sich dort 1851 der deutsche Komponist Richard Wagner für eine mehrwöchige Kur auf. 1854 übernahm der deutsche Apotheker Theodor Hahn die Naturheilanstalt Auf der unteren Waid in Mörschwil. Er kombinierte als erster Naturheilpraktiker die Wasserbehandlungen mit vegetarischen Diäten.

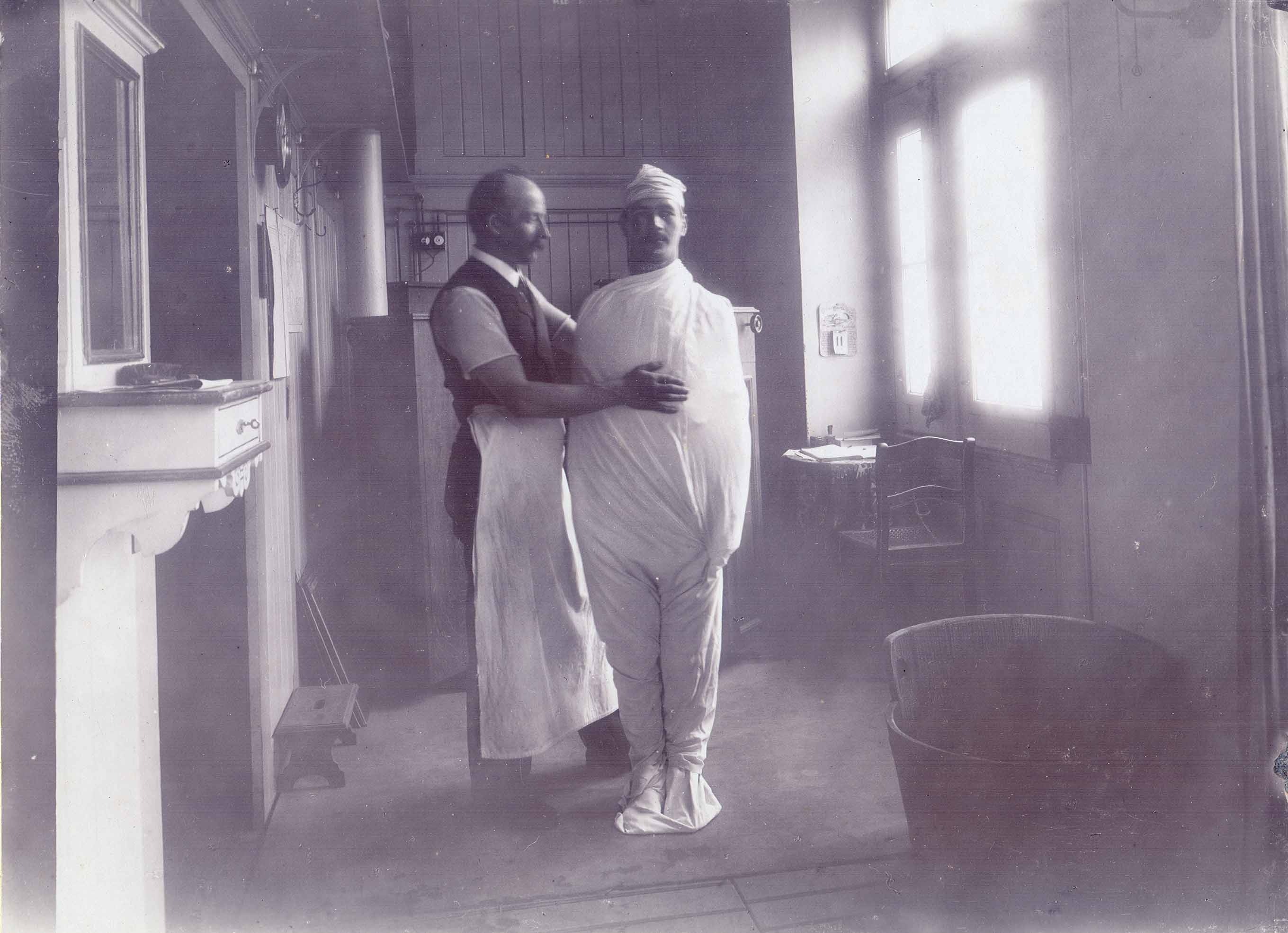
Ganzkörperwickel im Sanatorium «Lebendige Kraft», um 1910

Einen weiteren Ansatz entwickelte der Berner Färbereibesitzer Arnold Rikli. Er setzte nicht Wasser-, sondern Licht-, Luft- und Sonnenkuren als Naturheilmittel ein. 1854 eröffnete er in Bled im heutigen Slowenien eine Naturheilanstalt mit offenen Lufthütten und Luftparks. Ab den 1860er Jahren wurden auch in Höhenkurorten wie Davos und Arosa Tuberkulosekranke mit Licht-, Luft- und Sonnenkuren behandelt.
Um 1900 gab es in der Schweiz bereits zahlreiche Naturheilanstalten mit einem umfangreichen Angebot an Wasser-, Luft-, Sonnen-, Bewegungs- und Diätkuren; unter anderem die Naturheilanstalt Erlenbach (1898), die Kuranstalt Friedenfels bei Sarnen (1900), das Kurhaus Waidberg (1902), die Kuranstalt Sennrüti in Degersheim (1904) und das Kurhaus Cademario (1914). Zu den international bekanntesten Einrichtungen zählte das 1904 von Max Bircher-Benner eröffnete Sanatorium Lebendige Kraft in Zürich. Zum straff organisierten Tagesablauf gehörten nicht nur Luftbäder, Wasseranwendungen und vegetarische Diäten, sondern auch Spaziergänge, Körperübungen und Gartenarbeit. Unter den Gästen war Thomas Mann, der einige Eindrücke seines Aufenthalts im Roman Zauberberg (1924) verarbeitete.
1868 schlossen sich die Anhänger der Naturheilkunde erstmals im Schweizerischen Centralverein für Naturheilkunde zusammen, der nach wenigen Jahren aufgelöst wurde. Es folgten lokale Naturheilvereine in vielen Schweizer Orten wie Zürich (1892), Bern (1893), Winterthur (1898) und Basel (1899). Diese Vereine bauten in vielen Schweizer Städten öffentliche Licht- und Luftbäder mit Schrebergärten auf; unter anderem das Licht- und Luftbad auf dem Zürichberg (1901), im Berner Marzilibad (1902) und das Sonnenbad St. Margarethen bei Basel (1903).
Ab 1907 gab es mit dem Verband Schweizerischer Naturheilvereine erstmals einen gesamtschweizerischen Zusammenschluss der Naturheilbewegung. Ab 1908 gab der Verband die Zeitschrift Volksgesundheit heraus. 1910 zählte er 34 Sektionen mit mehr als 5‘000 Mitgliedern. 1912 folgte die Umbenennung in Schweizerischer Verband für naturgemässe Lebens- und Heilweise und 1917 in Schweizerischer Verein zur Hebung der Volksgesundheit (heute vitaswiss). Die Namensänderungen verweisen auf das wachsende Handlungsfeld der Schweizer Naturheilbewegung: Neben Naturheilkunde ging es zunehmend auch um Ernährung, Hygiene, Erziehung, Sport, Versicherungswesen, Wasserversorgung und öffentliche Gesundheitspflege. Ab den 1930er Jahren wurden auch eugenische und rassehygienische Massnahmen propagiert. Auch nach 1945 bot die Volksgesundheit bekannten Eugenikern eine Publikationsplattform.
Ähnlich wie in Deutschland befand sich die Schweizer Naturheilbewegung in einem andauernden Konflikt und Aushandlungsprozess mit Vertretern der wissenschaftlichen Medizin. 1904 versuchte der Zürcher Naturheilverein erfolglos, mit der «Initiative zur Freigabe der arzneilosen Heilweise (Naturheilverfahren)» das Behandlungsmonopol akademisch ausgebildeter Ärzte im Kanton Zürich abzuschaffen. 1912 und 1933 bekämpfte er hingegen erfolgreich die Revision des Zürcher Medizinalgesetzes. Besonders kontrovers waren auch die Auseinandersetzungen um das Impfen. Aus der Naturheilbewegung kamen die ersten Impfgegner der Schweiz. Schon 1876 versammelten sich Anhänger der Naturheilkunde im Schweizerischen Verein gegen Impfzwang, um das eidgenössische Epidemiegesetz zu verhindern, das unter anderem verpflichtende Pockenschutzimpfungen vorsah. Zusammen mit katholisch-konservativen Akteuren und dem linksliberalen Grütliverein ergriff die Naturheilbewegung das Referendum und gewann die Abstimmung deutlich.

### Ernährungsreform und vegetarische Bewegung
Im 19. Jahrhundert war die Intensivierung der Milchwirtschaft und Entstehung der verarbeitenden Lebensmittelindustrie ein wichtiger Motor der Industrialisierung in der Schweiz. Unternehmen wie Nestlé, Maggi oder Anglo-Swiss Condensed Milk Company entwickelten neuartige Produkte aus stark verarbeiteten, tierischen Lebensmitteln. Zugleich nahm durch den wachsenden globalen Handel der Konsum von Genussmitteln wie Tabak, Zucker und Kaffee stark zu. Die ersten Vordenker der vegetarischen Bewegung in der Schweiz wie der deutsche Apotheker Theodor Hahn kritisierten diesen Wandel der Ernährungsgewohnheiten. In Anlehnung an Heinrich Friedrich Francke ging Hahn davon aus, dass der Konsum von Alkohol, Kaffee, Tee und Salz sowie tierischen Produkten wie Eiern, Milch und Fleisch die Entstehung sogenannter Zivilisationskrankheiten fördere. Eine vegetarische Diät sollte nicht nur der Wiederherstellung der Gesundheit dienen, sondern auch chronischen Erkrankungen vorbeugen. Seine Überlegungen zum Vegetarismus veröffentlichte Hahn seit den 1850er Jahren in zahlreichen Artikeln und Büchern. Dabei bediente er sich der medizinischen, evolutionärbiologischen und ökonomischen Argumente US-amerikanischer Vegetarier wie William Andrus Alcott und Russel Trall, deren Schriften er ins Deutsche übersetzte. Mit seinen Publikationen beeinflusste Hahn nicht nur Vordenker der vegetarischen Bewegung in Deutschland wie Eduard Baltzer, sondern geriet auch in Konflikt mit Vertretern der akademischen Ernährungswissenschaft wie Rudolf Virchow, Justus von Liebig und Jakob Moleschott.

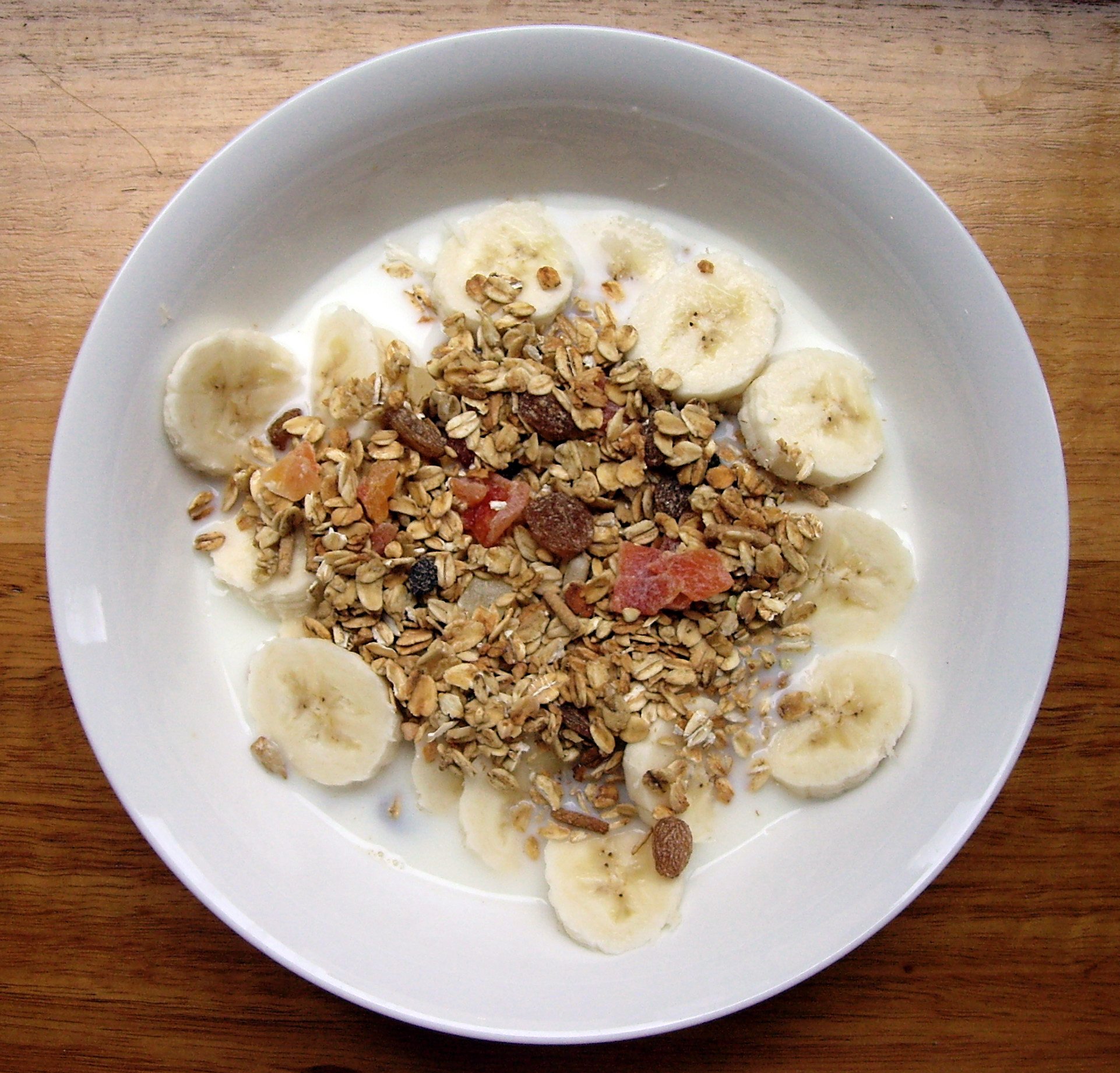
Müesli mit Getreideflocken, Milch und Früchten

Eine wichtige Vermittler- und Übersetzerfunktion zwischen deutsch- und französischsprachigen Anhängern der vegetarischen Bewegung in der Schweiz nahm der Naturheilarzt Wilhelm Dock ein. Er leitete die Naturheilanstalt Auf der unteren Waid in Mörschwil und trat in den 1870er und 1880er Jahren als Redner in Deutschland und Österreich auf. Er hielt aber auch in der Westschweiz und in Frankreich Vorträge über Naturheilkunde und Vegetarismus in französischer Sprache. Dock war Mitglied der Société Végétarienne de Paris und gründete zusammen mit dem Philosophieprofessor Edouard Raoux 1880 die Société d’Hygiène générale et de végétarisme de Lausanne als ersten, unabhängigen Vegetarierverein der Schweiz. Die Vegetarier in der Deutschschweiz schlossen sich dem 1867 im mitteldeutschen Oberhausen gegründeten Deutschen Verein für natürliche Lebensweise an. Erst 1894 gründete der Zürcher Naturheilpraktiker Friedrich Fellenberg den Zürcher Vegetarier-Verein als ersten eigenständigen Vegetarierverein in der Deutschschweiz, löste ihn jedoch nach wenigen Jahren wieder auf. Später entwickelte sich auch Fellenbergs 1898 eröffnete Naturheilanstalt in Erlenbach zu einem wichtigen Treffpunkt der vegetarischen Bewegung. Dort wurde 1906 die Vegetarische Gesellschaft Zürich gegründet.
Nach 1900 prägte der Aargauer Naturheilarzt Max Bircher-Benner die vegetarische Bewegung in der Schweiz. In seinem 1904 eröffneten Sanatorium Lebendige Kraft in Zürich behandelte er Patienten unter anderem mit Rohkost-Diäten. Weltweite Verbreitung fand seine vegetarische Apfeldiätspeise, das sogenannte Birchermüesli. Die Vorzüge der Rohkost führte Bircher-Benner auf die Sonnenenergie zurück, die in pflanzlichen, ungekochten Lebensmitteln gespeichert sei. Mit seinen Gesundheitsbüchern und der Zeitschrift Der Wendepunkt im Leben und Leiden prägten Bircher-Benner und später auch sein Sohn Ralph Bircher die Debatten über Vegetarismus und Ernährungsreform weit über die Schweiz hinaus.

### Abstinenzbewegung
Schon seit der Reformationszeit galt der übermässige Alkoholkonsum als moralisches Laster. In der Schweiz verschärften die sogenannten Schnapswellen der 1830er und 1870er Jahre das Problem. Infolge des intensivierten Kartoffelanbaus war billiger Kartoffelschnaps massenhaft verfügbar. Das führte im späten 19. Jahrhundert zum Aufkommen religiöser und wissenschaftlicher Abstinenzbewegungen in der Schweiz, die eng mit der Lebensreformbewegung verbunden waren. Während christliche Organisationen wie das 1884 gegründete Blaue Kreuz die sogenannte Trunksucht weiterhin als selbstverschuldetes Laster interpretierten, beschrieben Ärzte wie Gustav von Bunge und Auguste Forel den Alkohol als Nervengift und behandelten die Alkoholsucht als Krankheit. Gustav von Bunge machte sich 1887 mit seinem an der Universität Basel gehaltenen Vortrag Die Alkoholfrage einen Namen in der Abstinenzbewegung. Forel gründete 1892 die erste Deutschschweizer Loge des Internationalen Guttemplerordens und 1906 den Neutralen Guttemplerorden. Während sich die Abstinenzbewegungen vornehmlich auf den Kampf gegen den Alkohol fokussierten, war die Alkoholabstinenz für Akteure aus der Lebensreformbewegung immer nur ein Bestandteil einer viel weiter gefassten Ernährungsreform. Jedoch gab es einen intensiven Austausch zwischen den verschiedenen Bewegungen. Beispielsweise gelangte Max Bircher-Benner während seines Medizinstudiums in Zürich erst durch Auguste Forel zur Alkoholabstinenz.
Die Forderung nach Alkoholverzicht war häufig auch mit der Kritik am Tabakrauchen verbunden. Ähnlich wie beim Alkohol wurde auch das Nikotin im Verlauf des 19. Jahrhunderts vom moralischen Laster zum gesundheitlichen Problem umgedeutet. Schon Wilhelm Dock warnte 1874 in seinem Vortrag Ueber naturgemäße Heil- und Lebensweise vor der toxischen Wirkung des Tabakrauchens. 1912 wies Gustav von Bunge in seinem Vortrag Die Tabak-Vergiftung auf die Problematik des Passivrauchens hin. Die naturheilkundliche Zeitschrift Volksgesundheit veröffentlichte 1913 ein 20-Punkte-Programm zur Regulierung des Rauchens und zum Schutz der Nichtraucher. Vorgeschlagen wurden unter anderem Rauchverbote in öffentlichen Räumen und ein Verkaufsverbot für Minderjährige. Demgegenüber kamen aus der akademischen Medizin erst nach 1945 erste Stimmen auf, die sich gegen das Tabakrauchen aussprachen.

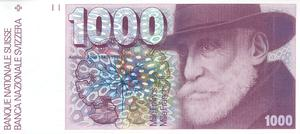
Auguste Forel auf der alten 1000-Franken-Note

August Forel und Gustav von Bunge kombinierten ihre Abstinenzforderungen mit Warnungen vor einem gesundheitlichen Niedergang der Bevölkerung. Sie führten nicht nur die Zunahme von psychischen Erkrankungen, sondern auch die anwachsende Kriminalität und Arbeitslosigkeit auf den hohen Alkoholkonsum in der Schweiz zurück. Weil der Alkohol nicht nur das Gehirn beeinträchtige, sondern auch die Keimzellen schädige, sei auch die Gesundheit der nachfolgenden Generationen bedroht. Forel und Bunge griffen damit die sogenannte Degenerationstheorie auf und sprachen sich für eugenische Massnahmen zur Abwehr des befürchteten Gesundheitsniedergangs aus. Darunter waren sowohl Aufklärungskampagnen, Besteuerung und Verkaufsverbote wie auch Heiratsverbote und Zwangssterilisationen von Alkoholkranken. Lebensreformer wie Max Bircher-Benner übernahmen diese Degenerationsängste und verknüpften sie mit ihren Forderungen nach einer gesünderen Lebensweise. Andere Lebensreformer wie der Mathematiker und Arzt Theophil Christen forderten nicht nur eugenische Eingriffe zur Verbesserung der sogenannten Volksgesundheit, sondern auch rassehygienische Massnahmen gegen Juden und People of Color. Insbesondere seit Mitte der 1930er Jahre kamen auch in lebensreformerischen Zeitschriften wie der Volksgesundheit zunehmend eugenische Forderungen gegen Alkoholkranke sowie gegen Menschen mit chronischen Erkrankungen und Behinderungen auf.

### Biologischer Landbau
Mit der Intensivierung der Landwirtschaft nahm in der Schweiz seit der Mitte des 19. Jahrhunderts der Einsatz künstlicher Düngemittel und nach 1900 auch von Pflanzenschutzmitteln stark zu. In der Lebensreformbewegung kam die Sorge auf, dass die Nahrungsmittel dadurch an Qualität verlieren oder mit Giftstoffen verunreinigt werden. Deshalb begannen lebensreformerisch orientierte Landwirte in den 1920er Jahren unter der Bezeichnung biologischer Landbau mit neuen Anbaumethoden ohne künstliche Dünge- und Pflanzenschutzmittel zu experimentieren.
In der Schweiz trieb die Landwirtin Mina Hofstetter diese Entwicklung voran. Weil die Vegetarierin die Milch- und Fleischwirtschaft ablehnte, verzichtete sie nicht nur auf Mineraldünger, sondern auch auf Stalldüngung. Auf ihrem Biohof in Ebmatingen produzierte sie Lebensmittel für Zürcher Reformhäuser und Sanatorien wie Max Bircher-Benners Lebendige Kraft. In den 1930er Jahren entwickelte sich Hofstetters Biohof zu einem Treffpunkt der Schweizer Lebensreformbewegung mit Pension und Tagungszentrum.
1924 stellte Rudolf Steiner in einer Vortragsreihe die biologisch-dynamische Landwirtschaft vor. Diese anthroposophisch ausgerichtete Form des Biolandbaus begann sich in der Folge auch in der Schweiz auszubreiten. 1937 wurde der Verein für biologisch-dynamische Landwirtschaft (Demeter Schweiz) gegründet. Die Demeter-Produkte wurden vorwiegend in Reformhäusern verkauft.

### Reformwirtschaft

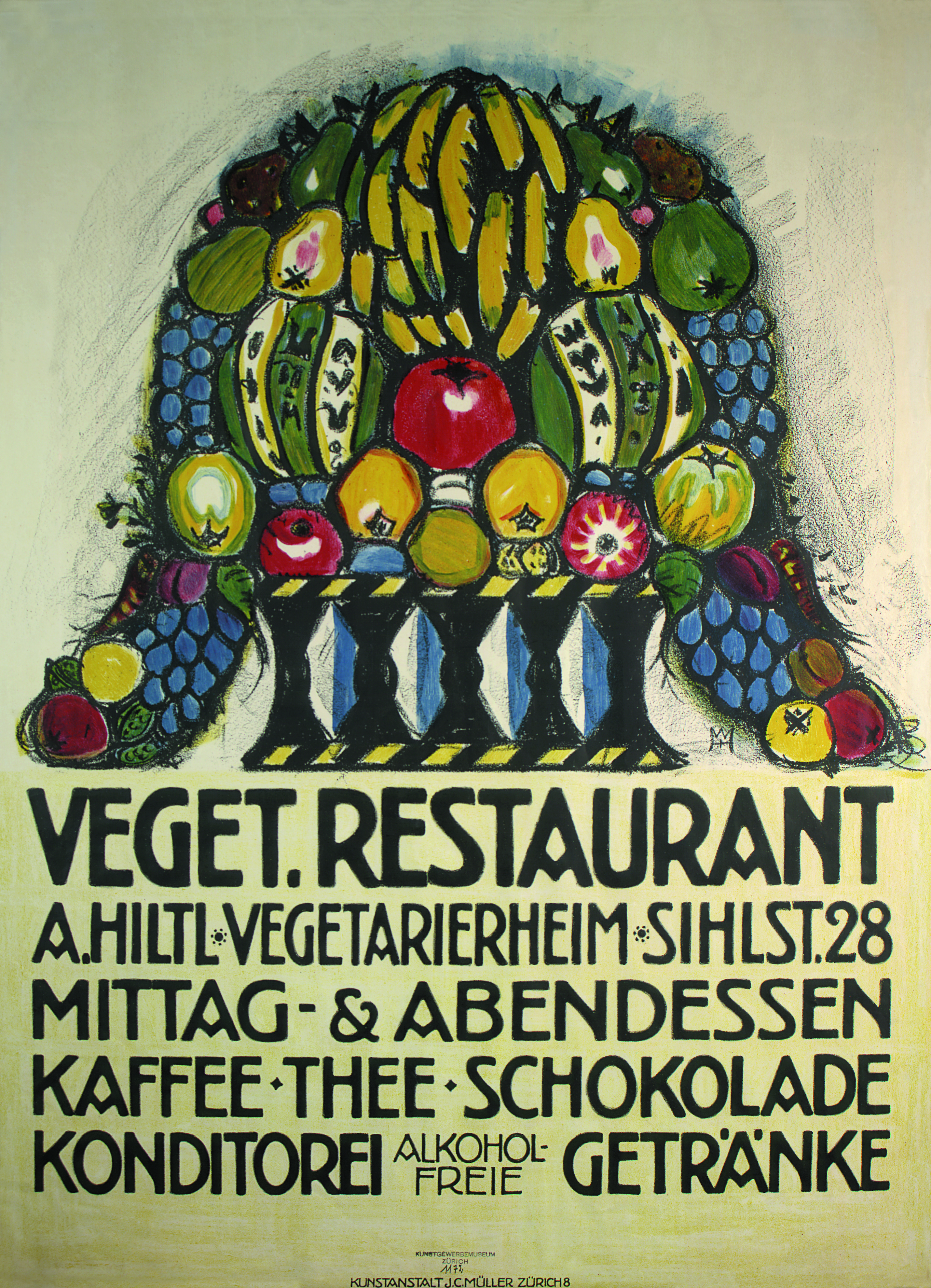
Plakat vegetarisches Restaurant Hiltl, 1913

Die Lebensreformbewegung forderte die Menschen nicht nur zu Askese und einem einfacheren Lebensstil auf, sondern regte auch die Entstehung alternativer Konsumangebote an. Mit ihren gesundheitsfördernden und natürlich hergestellten Produkten war die sogenannte Reformwarenwirtschaft ein Teil der aufkommenden Konsumgesellschaft in der Schweiz. Schon in den 1880er Jahren kam mit der vegetarischen Bewegung das Bedürfnis nach vegetarischer Ausser-Haus-Verpflegung auf. Erste kleine Gasthäuser für Vegetarier gab es ab 1883 in Genf und 1884 in Zürich. Friedrich Fellenberg eröffnete 1893 das Vegetarische Speisehaus (später Pomona) als Vereinslokal des Zürcher Vegetarier-Vereins. 1898 folgte das Vegetarierheim (heute Hiltl) als erstes vegetarisches Restaurant für eine breite Öffentlichkeit. Es gilt heute als das am längsten existierende vegetarische Restaurant der Welt. Vor allem in den 1920er und 1930er Jahren stieg die Anzahl vegetarischer Restaurants in der Schweiz stark an. 1932 zählte der Schweizer Führer für Reformer und Vegetarier bereits über 100 Restaurants, Gaststätten und Pensionen mit vegetarischem Angebot.
Ähnlich wie die vegetarische Bewegung begann auch die Abstinenzbewegung ab den 1880er Jahren in der Schweiz alternative Konsumorte aufzubauen, die einen abstinenten Lebensstil im Alltag ermöglichen sollten. Bis 1900 gab es in der Schweiz gegen 500 Gaststätten, Restaurants und sogenannte Tearooms für Abstinente. Zahlreiche Einrichtungen wurden vom Frauenverein für Mässigung und Volkswohl (ab 1910 Zürcher Frauenverein für alkoholfreie Wirtschaften) betrieben. Eine treibende Kraft des Frauenvereins war Susanna Orelli-Rinderknecht, die mit ihrem Engagement die Abstinenz- mit der Frauenbewegung verknüpfte.
Um die angestrebte Ernährungsreform im Alltag zu ermöglichen, entwickelten Schweizer Lebensreformer eigene Lebensmittel wie Vollkornbrote, alkoholfreie Getränke und Fleischersatzprodukte. Diese als besonders gesund und natürlich markierten Produkte wurden in sogenannten Reformhäusern verkauft. Amalia Egli startete um 1900 einen ersten Versandhandel für Reformprodukte und eröffnete 1911 am Zürcher Münsterhof das erste Reformhaus der Schweiz. In der Zwischenkriegszeit war der Künstler Rudolf Müller, der seit 1929 das Reformhaus Müller leitete, eine treibende Kraft beim Ausbau der Reformwirtschaft in der Schweiz. In den 1930er Jahren gab es bereits in den meisten grösseren Schweizer Städten Reformhäuser. Diese schlossen sich 1932 im Bund Schweizer Reformhäuser zusammen und gaben die Reformhaus-Nachrichten heraus.
Obwohl die Lebensreformer auf möglichst unverarbeitete Nahrungsmittel setzten, wurden in der Schweiz auch Reformprodukte industriell hergestellt. Bereits 1899 begann die Gesellschaft zur Herstellung alkoholfreier Weine (später Alkoholfreie Weine AG) in Meilen mit der Massenproduktion alkoholfreier Getränke. 1928 übernahm Gottlieb Duttweiler das Unternehmen und gliederte es als erste Eigenmarke in die Migros ein. Das Verkaufsverbot für Alkohol und Tabak verweist bis heute auf die Verbindung der Migros zur Abstinenz- und Lebensreformbewegung. Zu den oft verwendeten Reformprodukten gehörten die Kochfette und Brotaufstriche aus Nüssen der Nuxo Werke. 1922 eröffnete Johannes Kläsi in Rapperswil eine Produktionsstätte des Reformunternehmens in der Schweiz. Nicht nur Nahrungsmittel, sondern auch Reformkleidung, Körperpflegeprodukte und Kosmetik wurden in den Reformhäusern verkauft. Zu den ersten Unternehmen in der Schweiz, die sogenannte Naturkosmetik herstellten, gehörte die 1920 in Dornach gegründete Futurum AG (ab 1924 Weleda AG). 1935 stellte auch Rudolf Müller mit der Biokosma AG eigene Naturkosmetik her.

### Wandervogel und Jugendbewegung
Im späten 19. Jahrhundert verbreiteten Gustav von Bunge und Auguste Forel die Ideen der Abstinenzbewegung an Schweizer Mittelschulen und Universitäten. Daraufhin wurden 1892 die Helvetia als Zentralverein der abstinenten Mittelschulverbindungen und 1893 die Libertas als abstinente Studentenverbindung gegründet. 1911 spaltete sich der Schweizerische Bund abstinenter Mädchen (ab 1927 Iduna) von der Helvetia ab. Diese abstinenten Mittel- und Hochschulverbindungen positionierten sich gegen die Trinksitten der etablierten Studentenverbindungen und propagierten stattdessen eine gesunde Freizeitgestaltung mit Wanderungen, Sport und Bergtouren. Zu den bekanntesten Mitgliedern gehörten Fritz Brupbacher, Hans Bernoulli, Fritz Wartenweiler, Eugen Blocher und Ernst Nobs.
Abstinente Mittelschüler gründeten 1907 den Schweizer Ableger der Wandervogelbewegung als Schweizerischer Bund abstinenter Jugendwanderungen. Im Unterschied zu den meisten deutschen Gruppen blieb die Alkoholabstinenz ein wichtiger Bestandteil des Schweizer Wandervogels. Nach der Teilnahme Schweizer Wandervögel am Ersten Freideutschen Jugendtag 1913 auf dem Hohen Meissner, gab es auch in der Schweiz Bestrebungen, lebensreformerische Praktiken wie Ernährungsreform, Körperkultur und Kleidungsreform zu fördern. Jedoch setzten sich die Gegner einer engen Anbindung an die Lebensreformbewegung durch. Stattdessen begann die Helvetia nach dem Vorbild des Deutschen Vortruppbundes die Jugend- mit der Lebensreformbewegung zu verbinden.
Bis 1914 erreichte der Schweizer Wandervogel seinen Höhepunkt mit ca. 1'400 Mitgliedern. Damit war er zwar die erste grosse Jugendbewegung der Schweiz ohne Bindung an politische Parteien, Kirchen oder andere Erwachsenenorganisationen, versammelte aber trotzdem nur einen kleinen Bruchteil der Schweizer Jugendlichen. Infolge der Mobilmachung im Ersten Weltkrieg erlitten sowohl der Schweizer Wandervogel als auch die abstinenten Studentenverbindungen Helvetia und Libertas einen starken Einbruch der Mitgliederzahlen, von dem sie sich später nicht mehr erholten. Einige aus Deutschland kommende Mitglieder, die sich nach dem Kriegsausbruch oftmals freiwillig zum Militärdienst meldeten, verloren ihr Leben auf den Schlachtfeldern des Ersten Weltkrieges. Unter den Kriegstoten war beispielsweise der frühere Zentralpräsident der Helvetia Wilhelm Essler.

### Reformpädagogik und Landerziehungsheime

Landeserziehungsheim Schloss Glarisegg, 1924

Schon seit dem 18. Jahrhundert gab es in der Schweiz mehrere einflussreiche Erziehungsreformer wie Jean-Jacques Rousseau, Johann Heinrich Pestalozzi und Philipp Emanuel von Fellenberg. Mit der sogenannten Reformpädagogik breitete sich um 1900 eine weitere Erziehungsreformbewegung in der Schweiz aus, die eng mit der Lebensreformbewegung verbunden war. Insbesondere in den Landerziehungsheimen wurden viele lebensreformerische Praktiken wie Ernährungsreform, Alkoholabstinenz und Körperkultur umgesetzt. Wichtige Landerziehungsheime in der Schweiz waren unter anderem die Privatschule Grünau (1899), Schloss Glarisegg (1902), Schloss Kefikon (1906), Hof Oberkirch (1907), Schloss Hallwyl (1915) und das Landerziehungsheim Albisbrunn (1924). In der französischsprachigen Schweiz breiteten sich ebenfalls Landerziehungsheime unter der von Adolphe Ferrière geprägten Bezeichnung École nouvelle aus; unter anderem in Lausanne (1906), Coppet (1908), Vevey (1910), Neuenburg (1910), Versoix (1911), Bex (1911) und Blonay (1911). Nach seiner Flucht aus Deutschland eröffnete der Gründer der Odenwaldschule Paul Geheeb 1937 in der Schweiz die École d’Humanité.
Das Berner Lehrerseminar in Hofwil war vor dem Ersten Weltkrieg ein wichtiges Laboratorium für verschiedene Reformbewegungen wie Reformpädagogik, Psychoanalyse, Religiöser Sozialismus und Lebensreform. Die treibende Kraft hinter dieser Entwicklung war der Reformpädagoge Ernst Schneider, der das Lehrerseminar zwischen 1905 und 1916 als Direktor leitete. Ab 1907 gab er die Berner Seminarblätter (ab 1916 Die Schulreform) heraus. Die Zeitschrift war eine wichtige Plattform zur Vernetzung verschiedener Reformbewegungen. Zu den Autoren gehörten unter anderem Reformpädagogen und Psychoanalytiker wie Otto von Greyerz, Oskar Pfister, Hans Zulliger und Werner Zimmermann. Eine Verbindung zur Abstinenz- und Wandervogelbewegung wurde durch Jakob Stump, Karl Matter und Hermann Röthlisberger hergestellt. Der Religiöse Sozialismus wurde durch Albert Schädelin, Karl von Greyerz und Arnold Schrag eingebracht.
Ernst Schneider gründete 1910 die Schweizerische Pädagogische Gesellschaft (S.P.G.), die Weiterbildungen für Lehrer in den Bereichen Reformpädagogik, Psychoanalyse und Lebensreform anbot. Ein wichtiger Austragungsort für Weiterbildungskurse der S.P.G. war seit 1923 das Freilandheim Rüdlingen. Zum Weiterbildungsprogramm gehörten dort auch lebensreformerische Praktiken wie Gymnastik, Ausdruckstanz, Sonnenbaden und vegetarische Ernährung. Die S.P.G. erhielt 1918 mit dem Pestalozzi-Fellenberg-Haus ein Sekretariat und einen Verlag, die vom Reformpädagogen Fritz Schwarz geleitet wurden.

### Freikörperkultur
In den meisten Licht- und Luftbädern der Naturheilbewegung wurde um 1900 nicht vollständig nackt in der Sonne gebadet. Die Besucher trugen dünne Hemden und bedeckten den Genitalbereich mit Tüchern. Im Unterschied zu Deutschland, wo in den Bädern der FKK-Bewegung schon in den 1900er Jahren vollständig nackt gebadet wurde, breitete sich das Nacktbaden in der Schweiz erst in der Zwischenkriegszeit aus. Als wichtigster Vordenker der Freikörperkultur in der Schweiz gilt Werner Zimmermann. In seinen Büchern, Zeitschriften und Vorträgen beschrieb er die Freikörperkultur mit Verweis auf Richard Ungewitter, Adolf Koch und Hans Surén nicht nur als Naturheilbehandlung, sondern auch als Instrument einer neuen Körperwahrnehmung und Sexualerziehung. Zwar klammerte Zimmermann völkische Anliegen wie die sogenannte Rassenzucht durch nackte Partnerwahl in seinen Schriften aus, er pflegte aber enge Kontakte mit völkisch orientierten Mitgliedern der FKK-Bewegung.

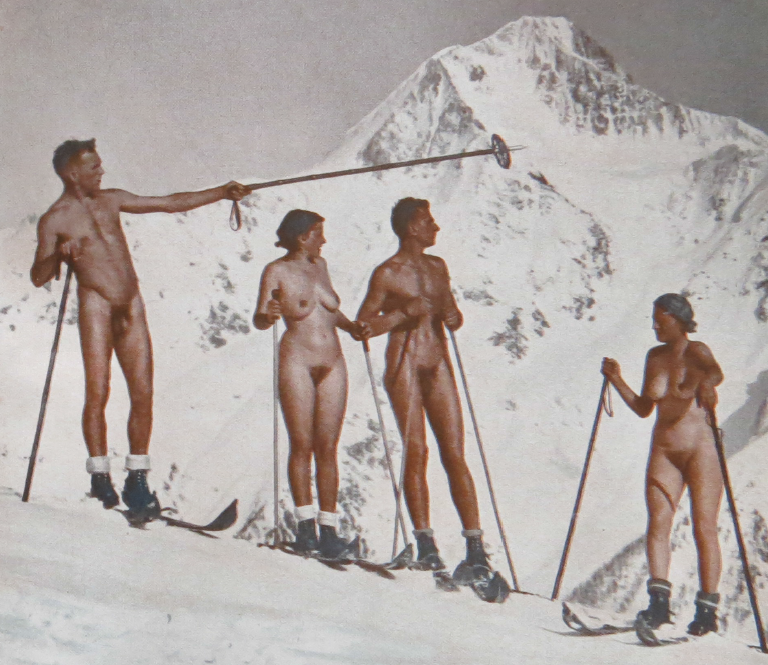
Freikörperkultur beim Skifahren in den Schweizer Bergen, 1930

Zusammen mit dem Berner Buchhändler Eduard Fankhauser gründete Zimmermann 1927 den Schweizer Lichtbund (ab 1938 Organisation Nacktbadender Schweizer) als ersten überregionalen FKK-Verein der Schweiz. Der Schweizer Lichtbund setzte sich nicht nur für das Nacktbaden ein, sondern propagierte verschiedenste lebensreformerische Themen und Praktiken wie Ernährungsreform, Alkoholabstinenz, Naturheilkunde, Reformpädagogik, Siedlungsbestrebungen und Freiwirtschaft. Auch die ab 1928 herausgegebene Zeitschrift die neue zeit etablierte sich nicht nur als wichtigstes Publikationsorgan der Schweizer FKK-Bewegung, sondern als auflagenstarkes Sprachrohr für Lebensreform in der Schweiz. Der Schweizer Lichtbund eröffnete 1930 ein Vereinsgelände in Mörigen am Bielersee. Nach Auseinandersetzungen mit lokalen Behörden wurde 1937 ein neues Gelände mit dem Namen die neue zeit in Thielle am Neuenburgersee eröffnet. Es entwickelte sich bald darauf zu einem wichtigen Treffpunkt der Lebensreformbewegung in der Schweiz.
Die Schweizer FKK-Bewegung vernetzte sich seit den 1930er Jahren nicht nur mit Deutschland, sondern auch mit anderen europäischen Ländern wie Frankreich, Belgien, dem Vereinigten Königreich und den Niederlanden, wo sich zu dieser Zeit ebenfalls FKK-Bewegungen herausgebildet hatten. 1939 wurde auf dem FKK-Gelände in Thielle der fünfte Kongress der Europäischen Union für Freikörperkultur (EUFKA) durchgeführt und ein Sportwettbewerb im Sinne der Olympischen Spiele der Antike veranstaltet. Nach dem Zweiten Weltkrieg war die Organisation Nacktbadender Schweizer federführend bei der Reaktivierung der grenzüberschreitenden Zusammenarbeit in Europa und war 1953 Mitbegründerin der Internationalen Naturisten Föderation (INF).

### Anthroposophie, Mazdaznan und Yoga
Die Lebensreformbewegung war stark mit neureligiösen Bewegungen verbunden. Weil die Anthroposophische Gesellschaft 1913 ihr Hauptquartier nach Dornach verlegt hatte, zeigte sich in der Schweiz insbesondere ein anhaltender Austausch mit der Anthroposophie. Rudolf Steiner integrierte zahlreiche lebensreformerische Praktiken in das anthroposophische Weltanschauungssystem. Überschneidungen gab es unter anderem zwischen der Naturheilkunde und der anthroposophischen Medizin. Der intensivste Austausch gab es jedoch bei der Ernährung und dem biologischen Landbau. So wurden zahlreiche nach anthroposophischen Richtlinien produzierte Nahrungsmittel in Reformhäusern verkauft.
Eine enge Zusammenarbeit gab es auch mit der Mazdaznan-Bewegung. Diese neureligiöse Bewegung teilte nicht nur die vegetarische Ernährungsweise mit der Lebensreformbewegung, sondern auch zahlreiche Körperpraktiken wie Hautpflege, Sonnenbaden und Atemübungen. So verbreiteten sich die Mazdaznan-Anwendungen vornehmlich in Naturheilanstalten, Reformhäusern und vegetarischen Restaurants. Beispielsweise baute Anna Martens ab 1928 in Trogen ein Kurhaus mit Mazdaznan-Anwendungen auf, das in lebensreformerischen Kreisen grosse Bekanntheit erlangte. Ab 1908 war der Schweizer Unternehmer David Ammann erster Leiter der deutschsprachigen Sektion der Religionsgemeinschaft in Leipzig. Seit Mitte der 1910er Jahre verlagerte sich das Zentrum der deutschsprachigen Mazdaznan-Bewegung nach Herrliberg am Zürichsee. Dort wurde unter der Bezeichnung Aryana eine Siedlung für bis zu 100 Anhänger der Mazdaznan-Bewegung aufgebaut. 1923 gründete der Bauhauslehrer und Mazdaznan-Anhänger Johannes Itten in der Aryana-Siedlung eine Werkstätte und Kunstschule für Handweberei.
Auf der Suche nach neuen Formen der Spiritualität zeigten viele Lebensreformer in der Schweiz ein grosses Interesse an asiatischen Kulturen, Philosophien und Religionen. Beispielsweise nannte Werner Zimmermann seine ab 1924 herausgegebene Zeitschrift in Anlehnung an den Taoismus TAO und berichtete darin über verschiedene östliche Religionen wie Hinduismus, Buddhismus und Shintoismus. 1929 unternahm Zimmermann eine Weltreise, die ihn unter anderem durch Japan, China und Indien führte. Später gehörte er zu den ersten Schweizer Autoren, die Bücher über Yoga veröffentlichten. Zuvor war die Yoga-Lehre schon durch theosophische Autoren wie William Walker Atkinson in die Schweiz gelangt, und auch die Mazdaznan-Bewegung verband ihre Atemübungen mit Yoga-Praktiken. Es gibt zudem Hinweise, dass bereits um 1910 auf dem Monte Verità Yoga-Übungen praktiziert wurden.

### Siedlungsbewegung und Gartenstadt
Im Verlauf des 19. Jahrhunderts verdoppelte sich die Bevölkerungszahl der Schweiz von 1,6 auf 3 Millionen Einwohner. Die anhaltende Landflucht verursachte um 1900 ein rasantes Wachstum der Städte. In der Folge gerieten insbesondere die schlechten Wohnverhältnisse der Arbeiterquartiere in die Kritik. Aber auch in bürgerlichen Kreisen stieg das Bedürfnis nach neuen Wohnformen. In der Lebensreformbewegung gab es Versuche, selbstversorgende Landkommunen und landwirtschaftliche Siedlungen aufzubauen. Sie sollten den Lebensreformern eine natürlichere und gesündere Lebensweise ermöglichen, zugleich aber auch durch ihre Stadtnähe den kulturellen und wirtschaftlichen Austausch mit den urbanen Zentren sicherstellen. Nach diesem Modell initiierte Friedrich Fellenberg 1893 die Gründung der Obstbaugenossenschaft Heimgarten bei Bülach in der Nähe von Zürich. Die Siedlung umfasste sowohl landwirtschaftliche Betriebe als auch Dienstleistungen wie vegetarische Pensionen und Naturheilanstalten. Obwohl das Projekt bereits 1907 wieder eingestellt wurde, übte es eine nachhaltige Wirkung auf andere Siedlungspläne aus. So diente es unter anderem der Gemeinnützigen Obstbau-Siedlung Eden in Oranienburg bei Berlin als Vorbild.

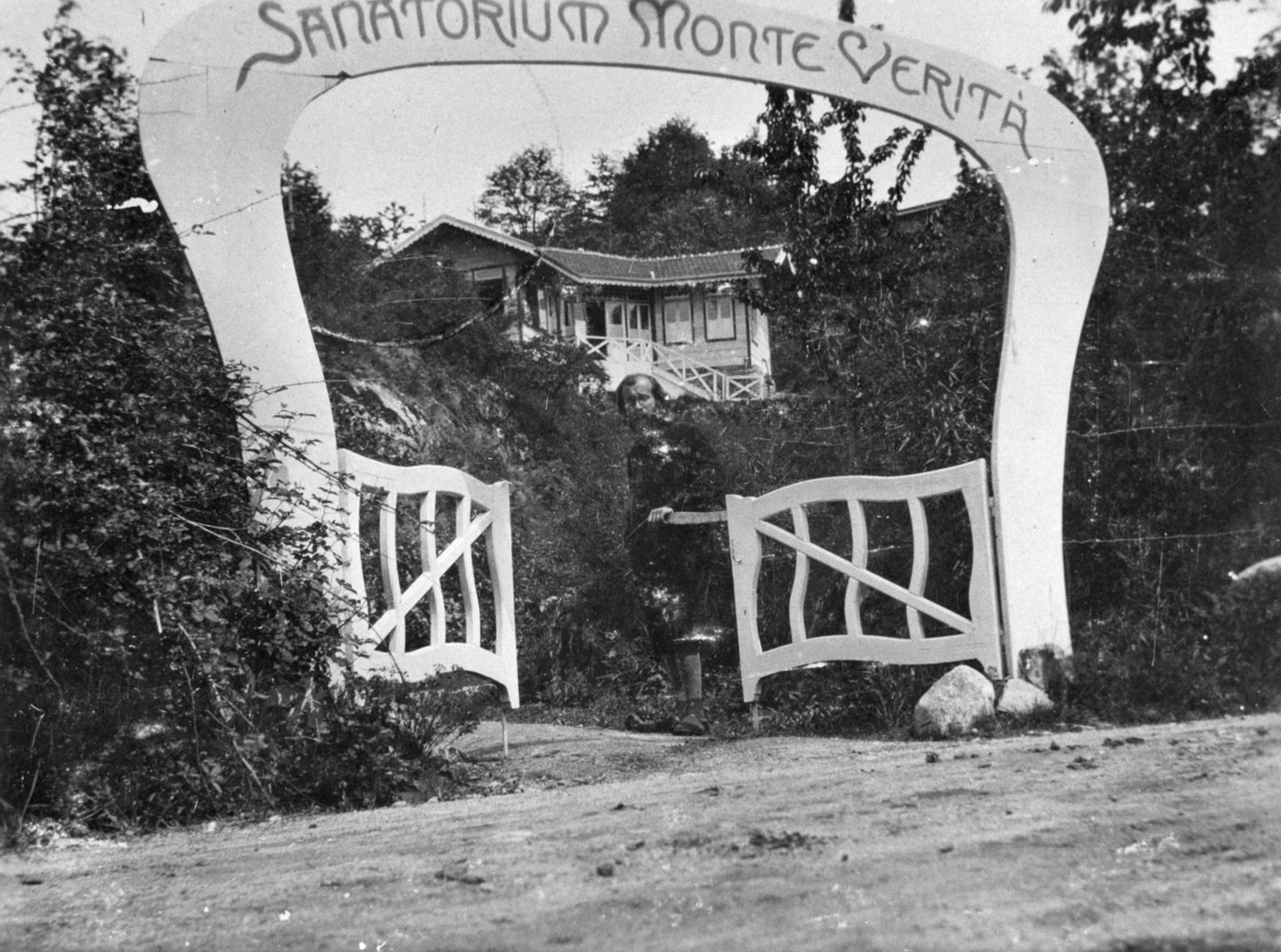
Eingangstor zum Sanatorium «Monte Verità», 1907

Als bekannteste lebensreformerische Siedlung der Schweiz gilt der Monte Verità in Ascona. 1899 lernten sich dessen Gründer Henri Oedenkoven, Ida Hofmann und die Brüder Karl Gräser und Gusto Gräser in Arnold Riklis Naturheilanstalt in Bled kennen. Im darauffolgenden Jahr gründeten sie auf einem Hügel bei Ascona eine vegetarische Siedlungsgemeinschaft und eröffneten 1902 das Naturheilsanatorium Monte Verità. Bis 1920 war die Siedlung mit dem Sanatorium ein Anziehungspunkt für Anarchisten, Pazifisten, Intellektuelle und Künstler. Zu Besuch waren unter anderem Pjotr Alexejewitsch Kropotkin, Erich Mühsam, Hans Arp, Franziska zu Reventlow und Hermann Hesse. Zwischen 1913 und 1917 führte Rudolf von Laban Sommerkurse für Ausdruckstanz mit bekannten Tänzerinnen wie Sophie Taeuber, Suzanne Perrottet und Mary Wigman durch. Die bis heute andauernde Berühmtheit des Monte Verità wurde massgeblich durch die 1978 von Harald Szeemann kuratierte Ausstellung Mammelle delle verità geprägt. Tatsächlich spielten jedoch für die Geschichte der Lebensreform in der Schweiz andere Orte und Akteure eine mindestens so wichtige Rolle.
Nicht nur in Siedlungen auf dem Land, sondern auch innerhalb der Stadt suchten die Lebensreformer schon um 1900 nach Möglichkeiten, möglichst naturnah zu wohnen. So gelangte im frühen 20. Jahrhundert die in England und Deutschland entwickelte Idee der Gartenstadt in die Schweiz. In Einfamilien- oder Reihenhaussiedlungen wurden die Annehmlichkeiten städtischer Wohnlagen und Dienstleistungen mit grosszügigen Grün- und Gartenflächen zur Selbstversorgung kombiniert. Oft waren damit auch bodenreformerische und genossenschaftliche Ansätze zur Vergemeinschaftung des Baulandes verbunden. Die Gartenstadtidee kam in der Schweiz erstmals bei der 1911 gebauten Schorensiedlung in St. Gallen und der 1912 gebauten Gartenstadt Münchenstein südlich von Basel zur Anwendung. In der Zwischenkriegszeit wurden unter anderem die Gartenstädte Friesenberg in Zürich, Weissensteingut in Bern und das Freidorf Muttenz realisiert. Eine treibende Kraft vieler Gartenstadtprojekte in der Schweiz war der Architekt Hans Bernoulli. Als lebensreformerische Mustersiedlung wurde ab 1932 die Gartenbausiedlung Schatzacker in Bassersdorf aufgebaut. Sie wurde vom Lebensreformer Werner Zimmermann zusammen mit dem Reformhausinhaber Rudolf Müller und dem ehemaligen Geschäftsleiter der Nuxo Werke Paul Enz initiiert. Die Bewohner mussten sich anfänglich dazu verpflichten, sich vegetarisch zu ernähren, nicht zu rauchen und keinen Alkohol zu trinken.

### Freiwirtschaftsbewegung
Obwohl es in der Lebensreformbewegung in erster Linie um die individuelle Veränderung der persönlichen Lebensweise ging, gab es auch Ansätze, das Gesellschafts- und Wirtschaftssystem als Ganzes umzugestalten. So war unter anderem die Freiwirtschaftslehre von Silvio Gesell in der Schweizer Lebensreformbewegung weit verbreitet. Weil Gesell ab 1892 für viele Jahre im Neuenburger Dorf Les Hauts-Geneveys lebte, konnte er die Entstehung freiwirtschaftlicher Gruppen in der Schweiz anregen. Theophil Christen, Fritz Trefzer und Ernst Schneider gründeten 1915 den Schweizer Freiland-Freigeld-Bund (ab 1924 Schweizer Freiwirtschaftsbund). Sie nutzten die Schweizerische Pädagogische Gesellschaft und das Pestalozzi-Fellenberg-Haus, um die Freiwirtschaftslehre mit Vorträgen, Seminaren und Sommerkursen in reformpädagogischen und lebensreformerischen Kreisen bekannt zu machen. Ab 1917 gab Fritz Schwarz das Vereinsorgan Die Freistatt (ab 1923 Freiwirtschaftliche Zeitung) heraus. Auch Werner Zimmermann und Hans Bernoulli gehörten zu den aktivsten Wortführern der Freiwirtschaftsbewegung in der Schweiz.
Weil in den 1920er Jahren eine Annäherung an den Grütliverein und die Schweizer Sozialdemokraten scheiterte, begann sich die Freiwirtschaftsbewegung selbst politisch zu engagieren. Insbesondere nach der Weltwirtschaftskrise von 1929 verzeichnete der Schweizer Freiwirtschaftsbund ein starkes Mitgliederwachstum und erzielte auch politische Erfolge. 1934 zog Fritz Schwarz in das Berner Kantonsparlament ein, und Werner Zimmermann verpasste ein Mandat nur knapp. Hans Konrad Sonderegger gewann bei der ausserordentlichen Ersatzwahl im Kanton Appenzell Ausserrhoden sogar einen Sitz im Ständerat für die Freiwirtschaftsbewegung, verlor diesen aber in der regulären Wahl im darauffolgenden Jahr wieder. In dieser Zeit zeigten einige Vertreter der Schweizer Freiwirtschaftsbewegung eine deutliche Nähe zu frontistischen Gruppen, die eine stark nationalistische und autoritaristische Politik verfolgten. Fritz Schwarz und Werner Zimmermann bekundeten auch Sympathien für den Faschismus von Benito Mussolini und versuchten die Nationalsozialisten in Deutschland von den Vorzügen der Freiwirtschaft zu überzeugen. Mit der zunehmenden Radikalisierung der Frontisten begann sich die Schweizer Freiwirtschaftsbewegung jedoch von diesen Gruppen abzuwenden. So lehnte sie 1935 die Fronteninitiative ab und setzte sich stattdessen für die gewerkschaftsnahe Kriseninitiative ein. 1946 ging aus dem Schweizer Freiwirtschaftsbund die Liberalsozialistische Partei hervor.
Viele Überschneidungen zur Lebensreform und Freiwirtschaft zeigte der 1936 durch Gottlieb Duttweiler gegründete Landesring der Unabhängigen (LdU). Mehrere bekannte Anhänger der Freiwirtschaftsbewegung wie Friedrich Salzmann, Werner Schmid und Hans Bernoulli zogen auf Listen des LdU in den Nationalrat ein. Duttweiler brachte zudem zahlreiche Anliegen der Abstinenzbewegung wie die Förderung alkoholfreier Getränke ins Grundsatzprogramm seiner Partei ein. Ebenso gehörte mit Max Bircher-Benners Sohn Franklin Bircher ein überzeugter Lebensreformer zu den Mitbegründern des LdU. In mehreren Eingaben und Motionen setzte er sich ab 1935 als Nationalrat für lebensreformerische Praktiken wie Naturheilkunde, Vegetarismus, Alkoholabstinenz und Biolandbau ein. Die Eidgenössische Kommission für Kriegsernährung förderte später im Zuge des Zweiten Weltkrieges lebensreformerische Anliegen wie den priorisierten Anbau pflanzlicher Nahrungsmittel als Beitrag zur Landesversorgung.